# Люлін (Оборницький повіт)
Люлін (пол. Lulin, нім. Lulenau) — село в Польщі, у гміні Оборники Оборницького повіту Великопольського воєводства.
Населення — 398 осіб (2011).
У 1975-1998 роках село належало до Познанського воєводства.

## Демографія
Демографічна структура станом на 31 березня 2011 року:
|          | Загалом | Допрацездатний вік | Працездатний вік | Постпрацездатний вік |
| -------- | ------- | ------------------ | ---------------- | -------------------- |
| Чоловіки | 202     | 46                 | 144              | 12                   |
| Жінки    | 196     | 32                 | 124              | 40                   |
| Разом    | 398     | 78                 | 268              | 52                   |